# Norfolk Southern-Gregson Street Overpass
De Norfolk Southern-Gregson Street Overpass (beter bekend als de 11-foot-8 bridge en bijgenaamd The Can-Opener (de blikopener) of The Gregson Street Guillotine) is een spoorbrug te Durham in de Amerikaanse staat North Carolina.
Via de brug kunnen passagiers- en goederentreinen South Gregson Street in het centrum van Durham oversteken. De brug werd ontworpen in de jaren 1920 en geopend in 1940, met een doorrijhoogte van 11 voet en 8 inch (3,56 m). Dit was de standaardhoogte ten tijde van de opening, maar de verplichte minimumhoogte werd in 1973 aangepast naar 14 voet (4,3 m), wat 2 voet en 4 inch (0,74 m) hoger is dan de huidige brug. Ondanks talloze waarschuwingsborden over de beperkte doorrijhoogte, botste een groot aantal vrachtwagens, autobussen en campers op hoge snelheid tegen het viaduct, waarbij dakvensters werden afgerukt en soms het dak van de vrachtwagen volledig afscheurde zoals bij het openen van een sardineblikje, hetgeen de brug de bijnaam The Can-Opener opleverde.

## Internetbekendheid
Jürgen Henn, een systeemanalist wiens werkplek sinds 2002 in de buurt van de brug is, besloot uiteindelijk om camera's op te stellen en de soms hilarische ongevallen op te nemen en op zijn website 11foot8.com te zetten. Sinds april 2008 registreerde hij meer dan 150 crashes die gepost werden op YouTube. De video's trokken geleidelijk de aandacht van een lokaal tv-station en evolueerden naar internationale media-aandacht. De brug is slechts een van de vele lage bruggen in het gebied waar vrachtwagens vaak tegenaan rijden, maar doordat de video's viraal gingen, kwam deze specifieke brug onder de aandacht van de media, waaronder een voorpaginaverslaggeving in The Wall Street Journal en een aflevering van het televisieprogramma Tosh.0 op het Comedy Central-kanaal.

## Aanpassing
Op 29 oktober 2019 werd de brugdoorgang met 8 inch verhoogd naar 12 voet en 4 inch, een project dat 500.000 US$ kostte. De brug werd op 5 november 2019 heropend en kreeg daarna een nieuwe bijnaam, namelijk 11-foot-8+8 bridge. Niettemin reed er al op 26 november 2019 opnieuw een te hoge vrachtwagen tegen de brug en op 3 januari 2020 werd, volgens de sinds april 2008 bijgehouden telling, slachtoffer nummer 153 genoteerd.